# Strumigenys korahyla
Strumigenys korahyla är en myrart som beskrevs av Bolton 1983. Strumigenys korahyla ingår i släktet Strumigenys och familjen myror. Inga underarter finns listade i Catalogue of Life.